# Yvonne Bishop
Pour les articles homonymes, voir Bishop.
Yvonne Millicent Mahala Bishop (décédée le 26 mai 2015) est une statisticienne née en Angleterre qui a passé sa vie professionnelle en Amérique. Elle a écrit un livre « classique » sur les statistiques multivariées et a réalisé d'importantes études sur les effets des anesthésiques et de la pollution atmosphérique sur la santé. Plus tard dans sa carrière, elle est devenue directrice de l'Office des normes statistiques de la Energy Information Administration.

## Biographie
Yvonne Bishop naît dans les années 1925. Elle termine son doctorat à l'université Harvard en 1967 avec une thèse intitulée Multi-Dimensional Contingency Tables: Cell Estimates. En tant qu'étudiante, elle apporte une contribution significative à une étude nationale sur les effets secondaires des anesthésiques halothane. Elle déménage temporairement à l'université Stanford pour participer à l'étude. Frederick Mosteller écrit qu'elle a « une capacité remarquable à faire avancer les choses », et qu'elle écrit plusieurs chapitres du rapport halothane.
Frederick Mosteller indique qu'elle a déjà une expérience significative en biologie à cette époque. Elle a alors travaillé dans l'industrie de la pêche, mais est passée dans le domaine de la santé et de la médecine face aux discriminations en tant que femme dans le domaine de la pêche.

### Carrière
Après avoir terminé son doctorat, Bishop travaillé pour la Children's Cancer Research Foundation et est membre du corps professoral du département de biostatistique de la Harvard School of Public Health (en). À Harvard, elle est devenue l'un des principaux chercheurs de la Harvard Six Cities Study, avec un travail influent sur les effets de la pollution de l'air sur la santé publique,. En 1975, elle est élue membre de l'American Statistical Association’.
En 1982, Bishop déménage à Washington, où elle est directrice adjointe pour les calculs de données énergétiques au Département de l'Énergie des États-Unis. En 1996, elle est nommée directrice du Bureau des normes statistiques de la Energy Information Administration.

## Travaux
Avec Stephen Fienberg et Paul W. Holland, Bishop est l'auteure d'un livre sur les statistiques multivariées, Discrete Multivariate Analysis: Theory and Practice. En 1980, le livre est considéré comme un « classique » dans le domaine.

## Publications
- Yvonne Bishop, Stephen E. Fienberg et Paul W., Discrete multivariate analysis : theory and practice, MIT Press, 1975 (ISBN 0-262-02113-7, 978-0-262-02113-5 et 0-262-52040-0, OCLC 866489, lire en ligne)
- (en) Yvonne M M Bishop; Neal M Carter; Dorothy Gailus; W E Ricker; J Murray Speirs, Index and list of titles, publications of the Fisheries Research Board of Canada, 1901-1954, 209 p.